# نسفران
نسفران، روستایی در دهستان هیچان بخش مرکزی شهرستان نیک‌شهر در استان سیستان و بلوچستان ایران است.
نسفران از محله‌های گتی، تی سروک، گها، شی مرغ، گوشکرد و بازار تشکیل شده است.

## کشاورزی
محصولات کشاورزی این روستا خرما، برنج و مرکبات می‌باشد.

## خوراک‌ها
- تباهگ: گوشت خشک شده.
- چنگال: از خرما، آرد و روغن تهیه می‌شود.
- نان تیموش: این نوع نان بسیار نازک است.
- هارگ: خرما پخته و خشک شده.

## جمعیت
بر پایه سرشماری عمومی نفوس و مسکن در سال ۱۳۹۵، جمعیت این روستا برابر با ۳۵۲ نفر (۱۱۵ خانوار) بوده است.